# Rudolf Kempe
Rudolf Kempe (Dresde, 14 de junio de 1910 -  Zúrich, 12 de mayo de 1976) fue un director de orquesta alemán, especialmente reconocido como intérprete de la música de Wagner, Brahms, Bruckner y Richard Strauss.

## Carrera
Rudolf Kempe nació en el seno de una familia aficionada a la música. Con seis años de edad empezó a recibir sus primeras clases de piano mientras que a los doce se inició también en el estudio del óboe bajo la tutela de Johann Könnig, primer óboe de la Staatskapelle de Dresde. Dos años más tarde Kempe ingresó en la Escuela Superior de Música de Dresde para proseguir sus estudios de óboe y de composición y dirección con los profesores Fritz Busch, Theodor Blumer y Kurt Striegel, iniciándose también en el aprendizaje del acordeón. En 1928 fue contratado como primer oboísta en la Orquesta de la Ópera de Dortmund para seguidamente pasar a la Orquesta de la Gewandhaus de Leipzig, formación en donde tuvo la oportunidad de ser dirigido por batutas del prestigio de Beecham, Furtwängler, Kleiber y Bruno Walter. En 1935 se le ofreció de forma casi casual dirigir un ensayo de una ópera de Mozart con tanto éxito que desde entonces Kempe dedicó todos sus esfuerzos a convertirse en director. Después de trabajar en la Ópera de Leipzig como repetidor y director asistente, Kempe fue contratado en 1942 como repetidor y director de la Ópera de Chemnitz. 
Fue reclutado durante la Segunda Guerra Mundial pero no fue enviado al campo de batalla sino destinado a actividades musicales. Posteriormente dirigió la Opera de Chemnitz.
Tras la guerra, Kempe retornó a su puesto en Chemnitz para más tarde, en 1948, trabajar junto con Hermann Scherchen en la Ópera de Weimar. Atendiendo una invitación de Joseph Keilberth, Kempe partió un año después para Dresde y desde 1949 fue su director titular, aunque tuvo algunas diferencias con las autoridades de la RDA y abandonó el puesto en 1952 para sustituir a Solti en la Ópera de Múnich. Un año más tarde Kempe dirigió por primera vez en el Covent Garden y luego en el Met. Unas discusiones con el intendente de Múnich, Rudolf Hartmann, le hicieron abandonar la capital bávara antes de que finalizase su contrato, siendo sucedido por Ferenc Fricsay.
Le fue ofrecido el puesto en el Covent Garden de Londres pero desistió, aunque regresó muchas temporadas como director invitado.
En 1960 debutó en el Festival de Bayreuth con El anillo del nibelungo con un elenco que incluyó a Astrid Varnay, Birgit Nilsson, Jerome Hines y Hermann Uhde. Ese año Sir Thomas Beecham lo escogió como sucesor al frente de la Royal Philharmonic Orchestra, donde trabajó hasta 1975 siendo nombrado "Director de por vida". Fue quien abolió la norma por la cual no se podían contratar instrumentistas mujeres.
De 1965 a 1972 trabajó con la Tonhalle Orchester de Zúrich, la Orquesta Sinfónica de la BBC y de 1967 hasta su muerte con la Orquesta Filarmónica de Múnich, siendo sucedido por Sergiu Celibidache. En 1975 se le ofreció la titularidad de la Orquesta Sinfónica de la BBC, cargo en el que permaneció tan sólo un año. Marcado por la enfermedad desde 1963, Kempe falleció el 12 de mayo de 1976 en Zúrich.
Sus registros discográficos de Lohengrin (con Elisabeth Grümmer, Christa Ludwig, Jess Thomas, Dietrich Fischer-Dieskau y Gottlob Frick) y Los maestros cantores de Núremberg de Wagner son considerados de referencia, igualmente el de Un réquiem alemán de Brahms, las sinfonías del mismo compositor, los poemas sinfónicos de Richard Strauss y su ópera Ariadne auf Naxos.
En 1980 se fundó la sociedad que lleva su nombre primero en Londres y luego en Múnich.

## Estilo musical
Rudolf Kempe fue uno de los directores más apreciados por los profesores de las orquestas de su tiempo debido a su cortesía en los ensayos y a la claridad de sus procedimientos expositivos. Tenía un don especial para transmitir su profundo amor a la música tanto a las orquestas que dirigía como al público. Dotado de una excelente técnica de batuta, Kempe manejó con destreza todos los recursos de la dirección orquestal para dotar a sus interpretaciones de una brillante calidad sonora. Capaz de señalar con cada brazo diferentes modos de compás, esta destreza técnica solo pudo ser igualada años después por Pierre Boulez aunque con menos flexibilidad. Figura muy elegante sobre el estrado, fue un músico profundamente alemán y de una visión musical conservadora. El equilibrio expositivo ocupaba el primer lugar para él por encima de cualquier sentimentalismo afectado. Para él fue siempre natural la búsqueda de la sensualidad sonora y el efecto lo conseguía con el mayor gusto posible. Con una mano que dejaba entrever un modo tan infalible como seguro, Kempe fue un representante de la música del más alto nivel y un director-espectáculo pero cuyas formas externas no constituían un fin en sí mismas, sino que obedecían más bien a una expresión irreprimible de musicalidad tan rica como disciplinada. En ese sentido su estilo de dirección resulta comparable al de Lorin Maazel.
Su repertorio estuvo basado en su formación musical en Dresde. Mahler le resultó extraño, al igual que Haydn y Mozart. Kempe se encontró siempre más a gusto con el Romanticismo alemán, con Beethoven, Brahms y Strauss como baluartes sinfónicos y Wagner y también Strauss en el terreno operístico. Sus grabaciones de las obras orquestales de Strauss marcaron la pauta durante mucho tiempo y es difícil encontrar versiones que puedan equipararse en inspiración a las suyas. En cambio, algunas de sus grabaciones wagnerianas resultan menos convincentes, sobre todo aquellas que fueron grabadas en directo. Kempe nunca llegó a alcanzar el podio de las estrellas más mediáticas de la dirección orquestal pese a que su valía como director estuvo muy por encima de la de otros colegas con mayor renombre. Pero con el paso del tiempo su figura se ha ido consolidando y Rudolf Kempe sigue siendo una verdadera figura de culto para muchos melómanos.

## Discografía selectiva
- Beethoven : lntegral de las sinfonías, Orquesta Filarmónica de Múnich (EMI)
- Beethoven : Concierto para piano n.º 5, junto con Jakob Gimpel y dirigiendo la Filarmónica de Berlín (REGAL 9002)
- Hector Berlioz : Symphonie fantastique, Orquesta Filarmónica de Berlín  (EMI)
- Johannes Brahms : Un réquiem alemán, Orquesta Filarmónica de Berlín (EMI)
- Johannes Brahms : Sinfonía n.º 2 dirigiendo la Filarmónica de Múnich (ARTS MUSIC 43014)
- Johannes Brahms : Concierto para piano n.º 1 junto a Jakob Gimpel y dirigiendo la Filarmónica de Berlín (EMI 20010)
- Bruckner : Sinfonía n.º 4 dirigiendo la Filarmónica de Múnich (LIVING STAGE 35164)
- Debussy : Preludio a la siesta de un fauno dirigiendo la Staatskapelle Dresden (PROFIL 8053)
- Dvorak : Sinfonía n.º 9 dirigiendo la Filarmónica de Berlín (TESTAMENT 1269)
- Leoš Janáček : Misa glagolítica, Orquesta Filarmónica Real (Decca)
- Mahler : Kindertotenlieder junto a Fischer-Dieskau y dirigiendo la Filarmónica de Berlín (EMI 67557)
- W. A. Mozart : Réquiem, Orquesta Filarmónica de Berlín (EMI)
- W. A. Mozart : Los 4 Conciertos para trompa de Mozart, junto a Alan Civil y dirigiendo la Royal Philharmonic (EMI 67597)
- Bedřich Smetana : La novia vendida, Orquesta Sinfónica de Bamberg (EMI)
- Richard Strauss : Ariadna en Naxos, Staatskapelle de Dresde (EMI)
- Richard Strauss : lntegral de los poemas sinfónicos y los conciertos, Staatskapelle de Dresde (EMI)
- Richard Strauss : Sinfonía Alpina dirigiendo la Staatskapelle Dresden (EMI 64350)
- Richard Strauss : El caballero de la rosa junto a Köth, Wunderlich, Waas y Grüber, y dirigiendo la Orquesta de la Ópera del Estado de Baviera (MELODRAM 30048)
- Richard Strauss : Salome junto a Hesse, Vickers, Laubenthal y Rysanek, y dirigiendo la Orquesta Nacional de la RTL Francesa (MELODRAM 30047)
- Richard Strauss : La mujer sin sombra de Richard Strauss, junto a Rysanek, Benningsen, Hopf y Schech, y dirigiendo la Orquesta de la Ópera del Estado de Baviera (MYTO 212)
- Richard Wagner : Los Maestros Cantores de Nuremberg, Orquesta Filarmónica de Berlín
- Richard Wagner : Lohengrin, Orquesta Filarmónica de Viena (EMI)
- Richard Wagner : El Anillo del Nibelungo, Festival de Bayreuth, 1960 (Melodram)
- Carl Maria von Weber : Der Freischütz, Staatskapelle de Dresde (Acanta)